# Ocrepeira
Genre
Synonymes
- Amamra O. Pickard-Cambridge, 1889

Ocrepeira est un genre d'araignées aranéomorphes de la famille des Araneidae.

## Distribution
Les espèces de ce genre se rencontrent en Amérique.

## Liste des espèces
Selon World Spider Catalog (version 26, 23/07/2025) :
- Ocrepeira abiseo Levi, 1993
- Ocrepeira albopunctata (Taczanowski, 1879)
- Ocrepeira anta Levi, 1993
- Ocrepeira aragua Levi, 1993
- Ocrepeira arturi Levi, 1993
- Ocrepeira atuncela Levi, 1993
- Ocrepeira barbara Levi, 1993
- Ocrepeira bispinosa (Mello-Leitão, 1945)
- Ocrepeira branta Levi, 1993
- Ocrepeira camaca Levi, 1993
- Ocrepeira camelus (Simon, 1895)
- Ocrepeira comaina Levi, 1993
- Ocrepeira covillei Levi, 1993
- Ocrepeira cuy Levi, 1993
- Ocrepeira darlingtoni (Bryant, 1945)
- Ocrepeira duocypha (Chamberlin, 1916)
- Ocrepeira ectypa (Walckenaer, 1841)
- Ocrepeira fiebrigi (Dahl, 1906)
- Ocrepeira galianoae Levi, 1993
- Ocrepeira georgia (Levi, 1976)
- Ocrepeira gibbosa (O. Pickard-Cambridge, 1889)
- Ocrepeira gima Levi, 1993
- Ocrepeira globosa (F. O. Pickard-Cambridge, 1904)
- Ocrepeira gnomo (Mello-Leitão, 1943)
- Ocrepeira gulielmi Levi, 1993
- Ocrepeira heredia Levi, 1993
- Ocrepeira herrera Levi, 1993
- Ocrepeira hirsuta (Mello-Leitão, 1942)
- Ocrepeira hondura Levi, 1993
- Ocrepeira incerta (Bryant, 1936)
- Ocrepeira ituango Levi, 1993
- Ocrepeira jacara Levi, 1993
- Ocrepeira jamora Levi, 1993
- Ocrepeira klamt Hopfe, Ospina-Jara, Scheibel & Cabra-García, 2020
- Ocrepeira klossi Levi, 1993
- Ocrepeira lapeza Levi, 1993
- Ocrepeira lisei Levi, 1993
- Ocrepeira lurida (Mello-Leitão, 1943)
- Ocrepeira macaiba Levi, 1993
- Ocrepeira macintyrei Levi, 1993
- Ocrepeira magdalena Levi, 1993
- Ocrepeira malleri Levi, 1993
- Ocrepeira maltana Levi, 1993
- Ocrepeira maraca Levi, 1993
- Ocrepeira maroni Dierkens, 2014
- Ocrepeira mastophoroides (Mello-Leitão, 1942)
- Ocrepeira molle Levi, 1993
- Ocrepeira pedregal Levi, 1993
- Ocrepeira perpera (Petrunkevitch, 1911)
- Ocrepeira pinhal Levi, 1993
- Ocrepeira pista Levi, 1993
- Ocrepeira planada Levi, 1993
- Ocrepeira planalto Ferreira-Sousa & Motta, 2022
- Ocrepeira potosi Levi, 1993
- Ocrepeira quasimodo (Ferreira-Sousa & Motta, 2022)
- Ocrepeira redempta (Gertsch & Mulaik, 1936)
- Ocrepeira redondo Levi, 1993
- Ocrepeira rufa (O. Pickard-Cambridge, 1889)
- Ocrepeira saladito Levi, 1993
- Ocrepeira serrallesi (Bryant, 1947)
- Ocrepeira sorota Levi, 1993
- Ocrepeira steineri Levi, 1993
- Ocrepeira subrufa (F. O. Pickard-Cambridge, 1904)
- Ocrepeira tinajillas Levi, 1993
- Ocrepeira topazio (Ferreira-Sousa & Motta, 2022)
- Ocrepeira tumida (Keyserling, 1865)
- Ocrepeira tungurahua Levi, 1993
- Ocrepeira valderramai Levi, 1993
- Ocrepeira venustula (Keyserling, 1879)
- Ocrepeira verecunda (Keyserling, 1865)
- Ocrepeira viejo Levi, 1993
- Ocrepeira willisi Levi, 1993
- Ocrepeira yaelae Levi, 1993
- Ocrepeira yucatan Levi, 1993

## Systématique et taxinomie
Ce genre a été décrit par Marx en 1883 dans les Epeiridae. Il est placé en synonymie avec Wixia par F. O. Pickard-Cambridge en 1904. Il est relevé de synonymie par Levi en 1993.
Amamra a été placé en synonymie par Levi en 1993.

## Publication originale
- Marx, 1883 : « Araneina. » A list of the invertebrate fauna of South Carolina, Charleston, p. 21-26.